# Sainte-Marie-du-Trastevere (titre cardinalice)
Le titre cardinalice de Sainte-Marie-du-Trastevere a été institué par le pape Alexandre Ier aux alentours de 112 et a été confirmé par Calixte Ier vers 221.
D'abord nommé Titulus Callisti puis renommé en Titulus Iulii pour commémorer le mécénat du pape Jules Ier, son nom devient Iulii et Callisti en 595. Dans la première moitié du VIIIe siècle, le titre est connu sous le nom de Sainte Mère de Dieu, et, enfin, pendant le pontificat du pape Léon III, il prend le nom de la basilique à laquelle il est attaché, Sainte-Marie-du-Trastevere.
Selon le catalogue de Pietro Mallio, compilé durant le pontificat de Alexandre III, la basilique était alors rattachée à la basilique Saint-Pierre et à ses prêtres qui y célèbrent la messe à tour de rôle.

## Titulaires
| - saint Calépode (112?-?) - Astero (ou Asterio) (118?-?) - Paolino (494-?) - Settimio (499) - Marcellino (499- avant 514?) - Giovanni Celio (514-?) - Pietro (590-?) - Talasio (ou Thalassio) (731- avant 745) - Anastasio (745- avant 761) - Andrea (761-?) - pape Benoît III (853-855) - Adriano (964-après 972) - pape Benoît VI (972- avant 993) - Crescenzio (993- avant 1026) - Giovanni (avant 1025- avant 1049) - Guido (1049- avant 1061) - Giovanni Minuzzo (ou Minutus) (1061-vers 1067) - Ubaldo (vers 1067- avant 1077) - Falcone (1077- avant 1088) - Gregorio Paparoni (ou Papareschi) (1088-vers 1099) - Giovanni, osb (1099-vers 1106) - Errico (ou Enrico) (1106-vers 1112) - Pietro (vers 1112-vers 1120) - Anaclet II (1120-1130) - Gionata (ou Ionathan) iuniore (1130-?), pseudo-cardinal de l’antipape Anaclet II - Iacopo (?) (1153?-?) - Pascal III (1155 ou 1157-1159) - Laborante (ou Laborans) (1180-1190) - Guy Paré (ou Poré), O.Cist (1190-1199) - Guido Papareschi (1199-1207) - Stefano de Normandis dei Conti (1228-1254) - Guillaume d'Aigrefeuille l'Ancien, osb (1350-1368) - Pierre d'Estaing, osb (1370-1373) - Philippe d'Alençon (1378-1380) - Niccolò Brancaccio (1378-1390), pseudo-cardinal de l'antipape Clément VII - Ludovico Bonito Brancaccio (1408-1413) - Rinaldo Brancaccio, in commendam (1413-1427) - Gabriele Condulmer (ou Condulmaro, ou Condulmerio) (1427-1431), deviendra pape Eugène IV - Vacance (1431-1440) - Gerardo Landriani Capitani (1440-1445) - Juan de Torquemada, OP (1446-1460) - Amico Agnifilo della Rocca (1469-1476) - Stefano Nardini (1476-1484) - Jorge da Costa (1484-1491) - Vacance (1491-1496) - Juan López (ou Llopis) (1496-1501) - Juan Castellar y de Borja (ou Castelar, ou Castellà) (1503-1505) - Marco Vigerio della Rovere, Conventuels (1505-1511) - Bandinello Sauli, in commendam (1511-1516), en titre (1516-1517) - Achille Grassi (1517-1523) - Francesco Armellini Pantalassi de' Medici (1523-1528) - Lorenzo Campeggio (1528-1534) - Antonio Sanseverino, Ordre de Saint-Jean de Jérusalem (1534-1537) - Giovanni Vincenzo Carafa (1537-1539) - Marino Grimani (1539-1541) - Francesco Cornaro (1541) - Antonio Pucci (1541-1542) - Philippe de la Chambre, osb (1542-1543) - Gian Pietro Carafa (1543-1544) - Rodolfo Pio Carpi (1544-1553) - Juan Álvarez y Alva de Toledo (1553) - Miguel de Silva (1553-1556) - Giovanni Girolamo Morone (1556-1560) - Cristoforo Madruzzo (ou Madruzzi) (1560-1561) - Othon Truchsess de Waldbourg (1561-1562) - Tiberio Crispo (1562-1565) - Giovanni Michele Saraceni (1565-1566) - Giovanni Ricci (1566-1570) - Scipione Rebiba (1570-1573) - Giacomo Savelli (ou de Sabellis) (1573-1577) - Giovanni Antonio Serbelloni (1577-1578) - Antoine Perrenot de Granvelle (1578) - Stanislaw Hosius (ou Hoe, ou Hosz) (1578-1579) - Giovanni Francesco Gambara (1579-1580) - Markus Sitticus von Hohenems (ou Altemps) (1580-1595) - Giulio Antonio Santorio (ou Santori) (1595-1597) - Girolamo Rusticucci (1597-1598) | - Girolamo Simoncelli (ou Simonelli) (1598-1600) - Alessandro Ottaviano de' Medici (1600) - Anton Maria Salviati (1600-1602) - Domenico Pinelli (1602-1603) - Anton Maria Salviati (1603-1607) - Mariano Pierbenedetti (1607-1608) - Gregorio Petrocchini (1608-1611) - Francesco Maria del Monte (1611-1612) - Pietro Aldobrandini (1612-1620) - Bartolomeo Cesi (1620-1621) - Bonifazio Bevilacqua Aldobrandini (1621-1623) - Franz Seraph von Dietrichstein (1623-1636) - Giulio Savelli (1636-1639) - Guido Bentivoglio (1639-1641) - Cosimo de Torres (1641-1642) - Antonio Barberini seniore (1642-1646) - Federico Cornaro (1646-1652) - Giulio Cesare Sacchetti (1652) - Marzio Ginetti (1652-1653) - Girolamo Colonna (1653-1659) - Giovanni Battista Pallotta (1659-1661) - Ulderico Carpegna (1661-1666) - Niccolò Albergati-Ludovisi (1666-1676) - Luigi Omodei (ou Homodei) (1676-1677) - pape Alexandre VIII (1677-1680) - Francesco Albizzi (1680-1681) - Carlo Pio di Savoia (1681-1683) - Decio Azzolino juniore (1683-1684) - Paluzzo Paluzzi Altieri degli Albertoni (1684-1689) - Giulio Spinola (1689) - Gaspare Carpegna (1689-1698) - Giambattista Spinola (1698-1704) - Urbano Sacchetti (1704-1705) - Leandro Colloredo (1705-1709) - Tommaso Ruffo (1709-1726) - Pier Marcellino Corradini (1726-1734) - Giorgio Spinola (1734-1737) - Luis Belluga y Moncada (1737-1738) - Francesco Antonio Finy (1738-1740) - Giuseppe Accoramboni (1740-1743) - Francesco Antonio Finy (1743) - Francesco Borghese (1743-1752) - Giuseppe Spinelli (1752-1753) - Joaquín Fernández Portocarrero (1753-1756) - Camillo Paolucci (1756-1758) - Giacomo Oddi (1758-1759) - Henri Benoît Stuart (1759-1761), in commendam (1761-1763) - Fabrizio Serbelloni (1763) - Pietro Colonna Pamphili (1766-1780) - Giovanni Ottavio Manciforte Sperelli (1781) - Vacance (1781-1789) - Tommaso Antici (1789-1798) - Francesco Maria Pignatelli (1800-1815) - Annibale Sermattei della Genga (1816-1823) - Giovanni Francesco Falzacappa (1823-1830) - Raffaele Mazzio (1830-1832) - Benedetto Barberini (1832-1856), in commendam (1856-1863) - Vacance (1863-1874) - Alessandro Franchi (1874-1878) - Lorenzo Nina (1879-1885) - James Gibbons (1887-1921) - Giovanni Tacci Porcelli (1921-1928) - Pedro Segura y Sáenz (1929-1957) - Stefan Wyszyński (1957-1981) - Józef Glemp (1983-2013) - Loris Francesco Capovilla (2014-2016) - Carlos Osoro Sierra (depuis 2016) |

## Sources
- (it) Cet article est partiellement ou en totalité issu de l’article de Wikipédia en italien intitulé « Santa Maria in Trastevere (titolo cardinalizio) » (voir la liste des auteurs).